# Aeroporto di Catania-Fontanarossa

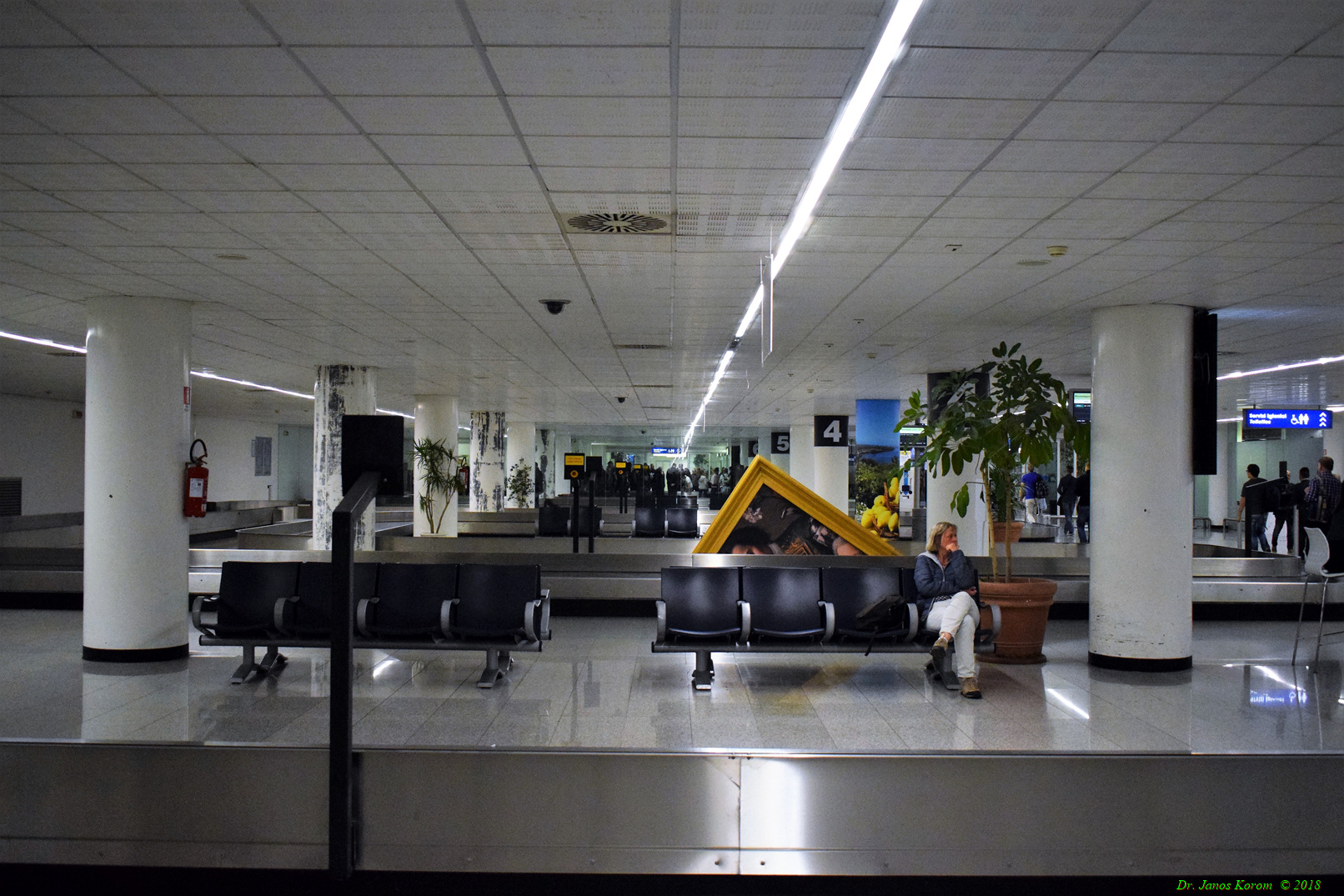
Terminal A (Arrivi)

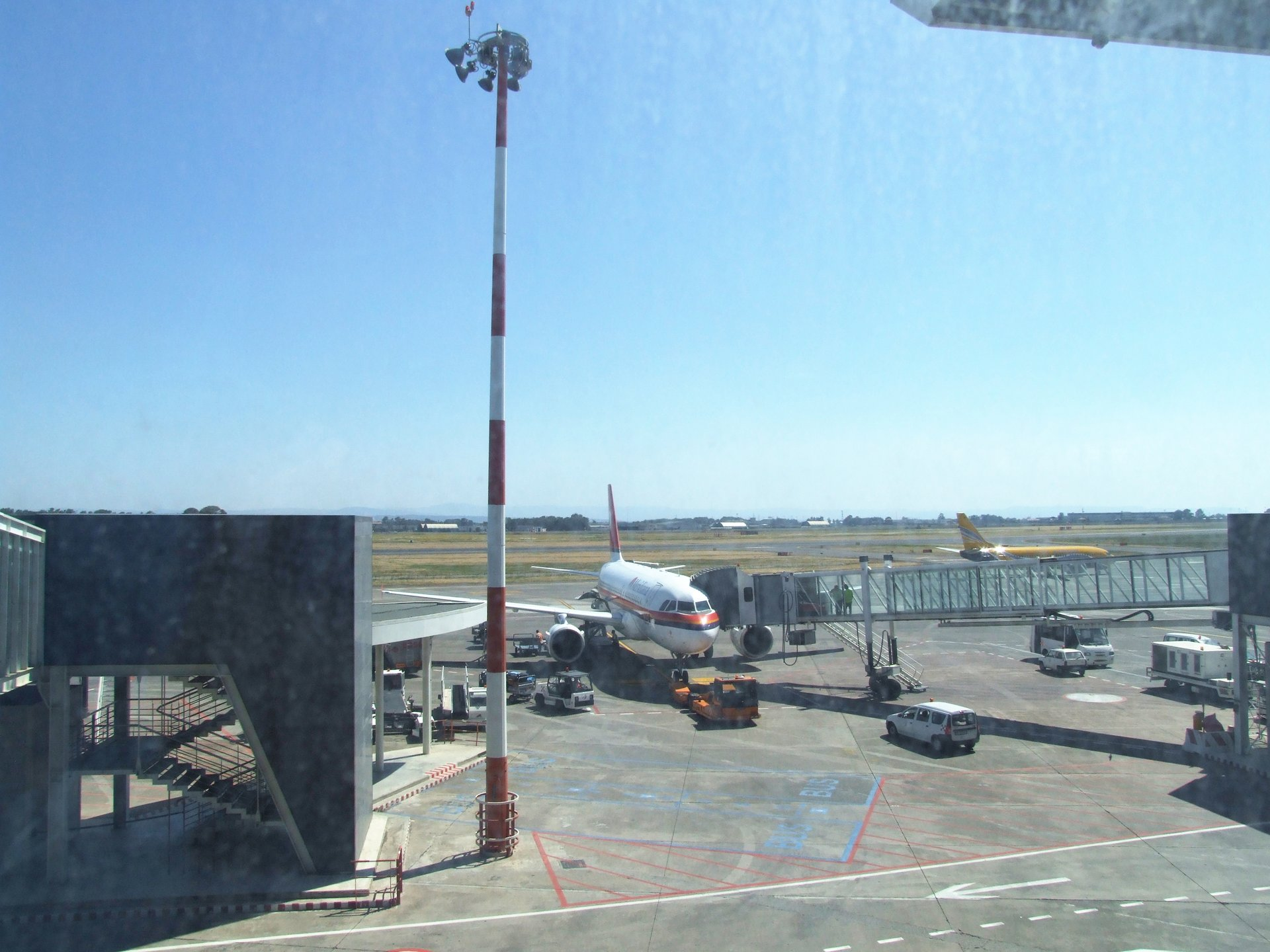
Ponti di imbarco del Terminal A

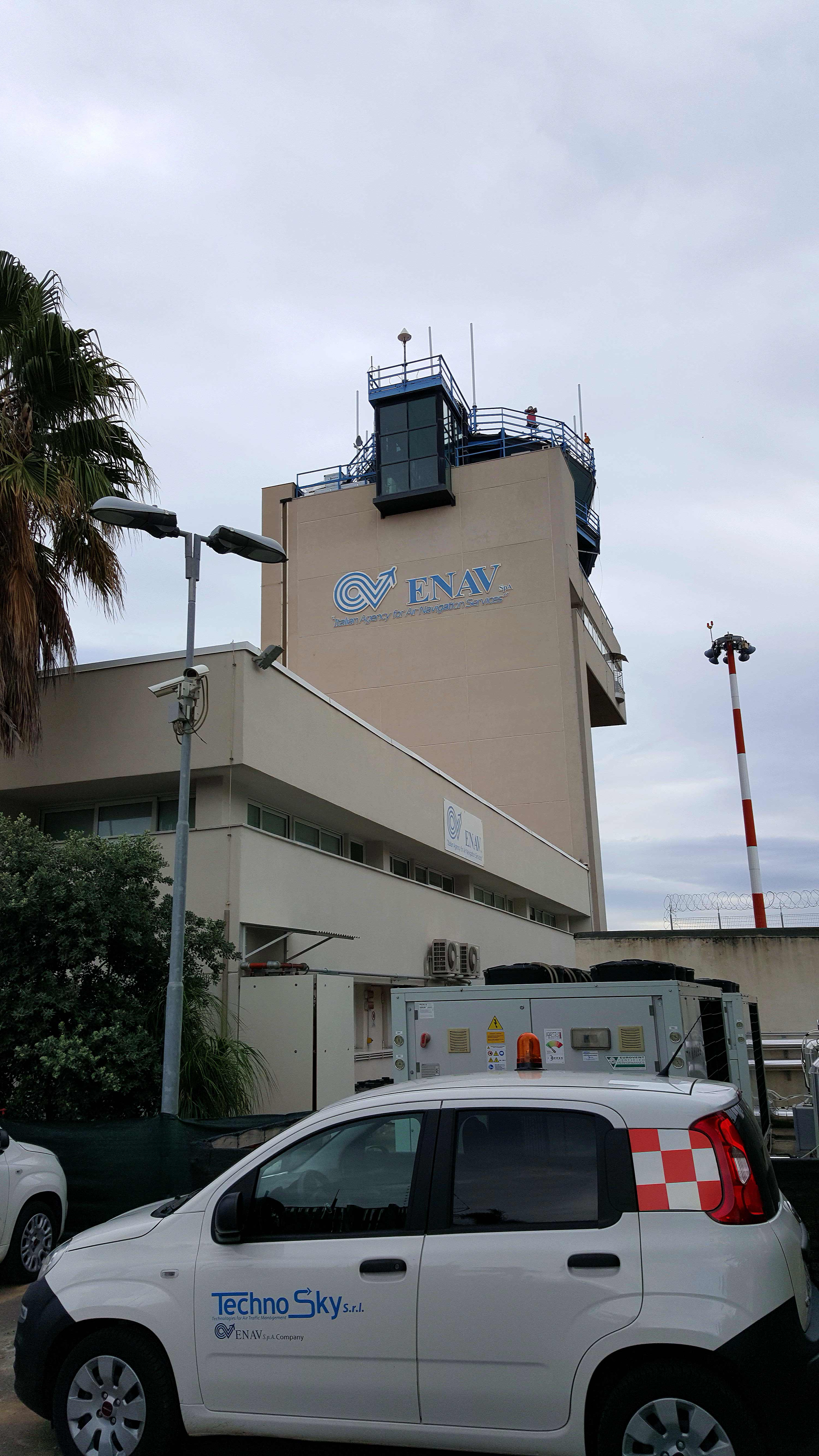
Torre di controllo ENAV dell'aeroporto e in primo piano un veicolo tecnico Techno Sky.

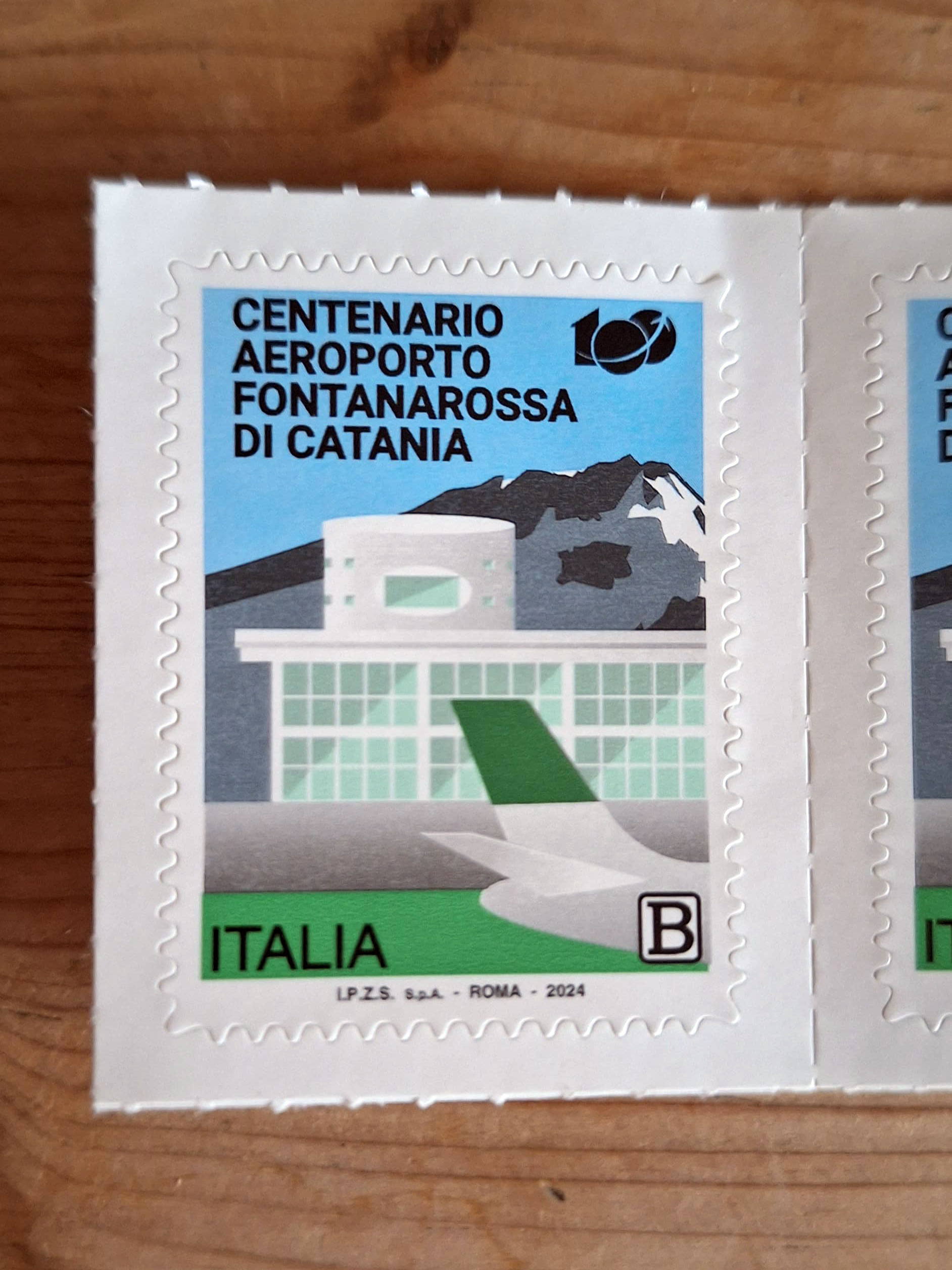
Francobollo emesso da Poste Italiane nel maggio 2024 per celebrare il Centenario dell'aeroporto

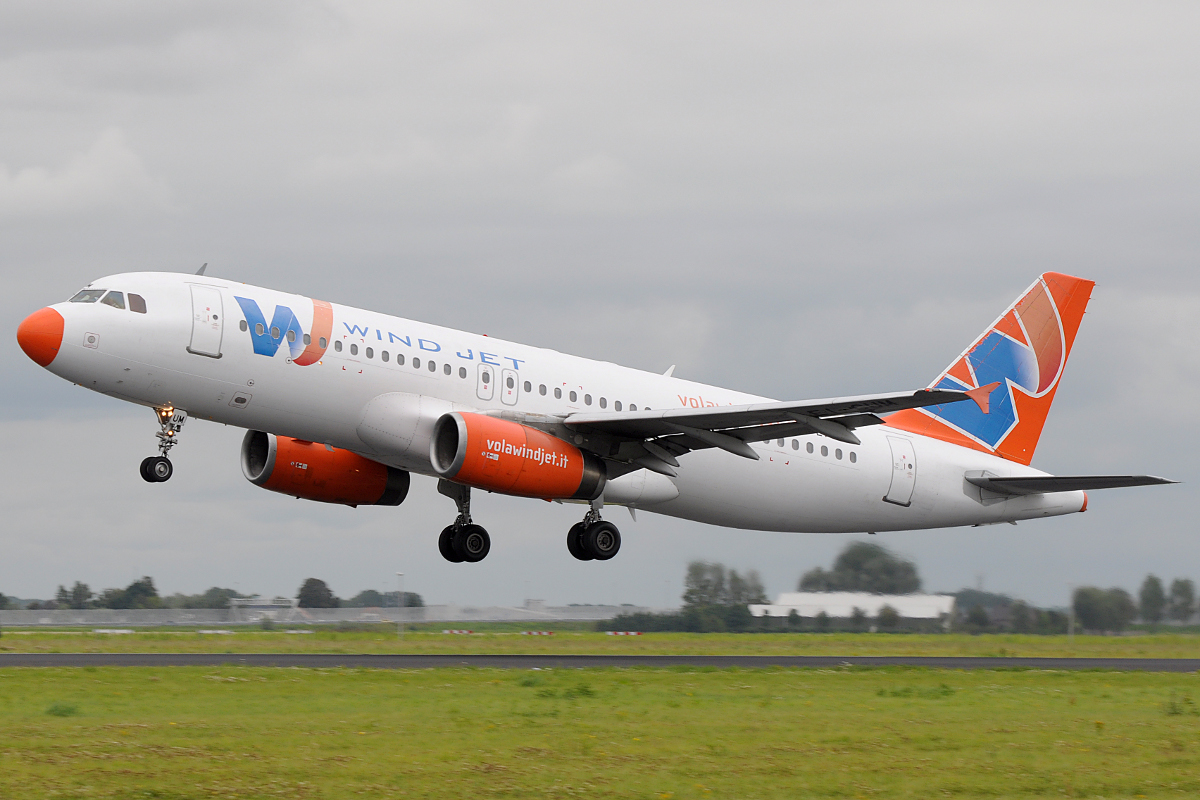
La Windjet, vecchia compagnia fondata a Catania il 28 gennaio 2003 e chiusa l'11 agosto 2012

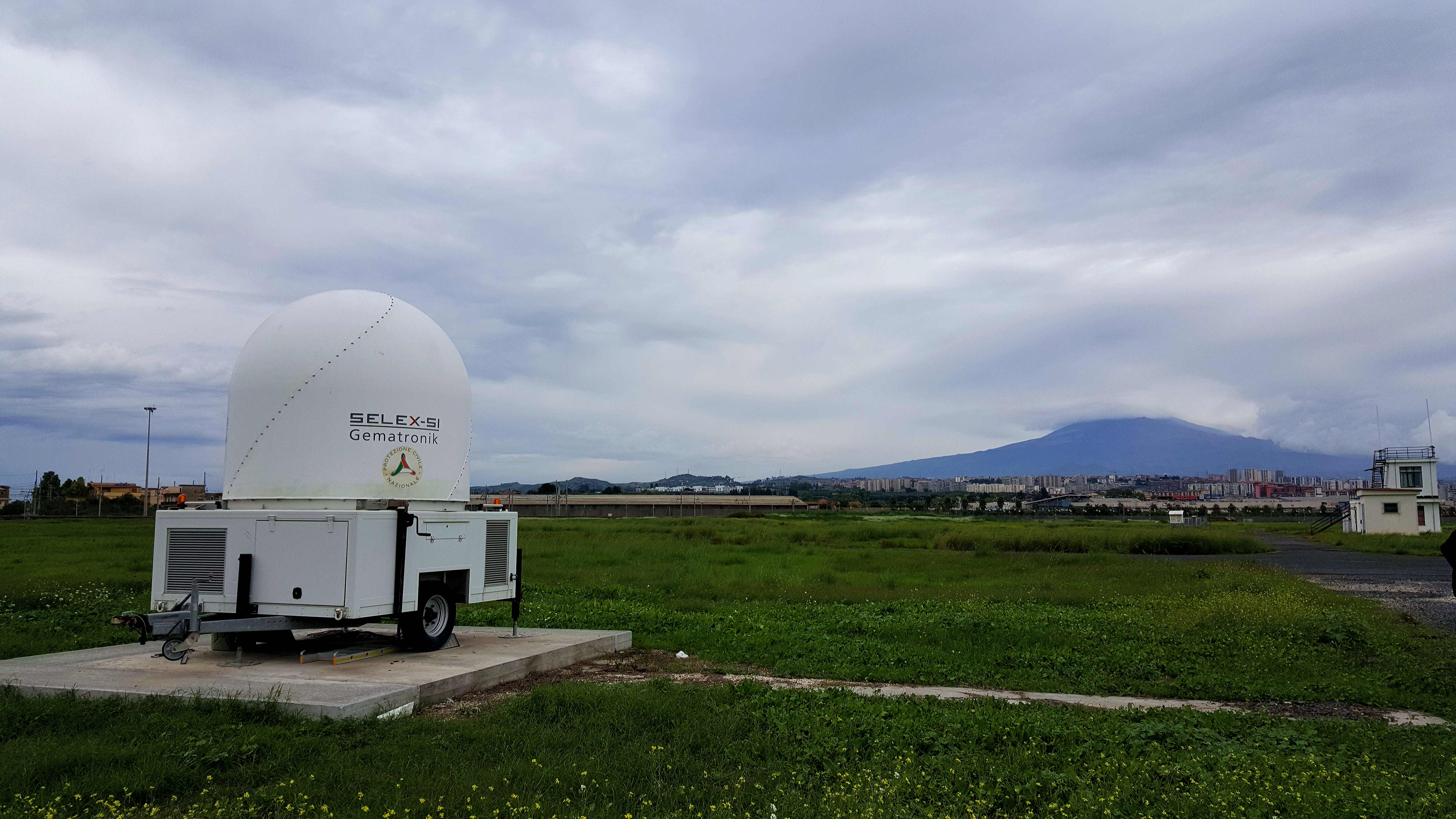
Radar di monitoraggio delle ceneri vulcaniche dell'Etna (sullo sfondo), installato all'Aeroporto di Catania-Fontanarossa dalla Protezione Civile.

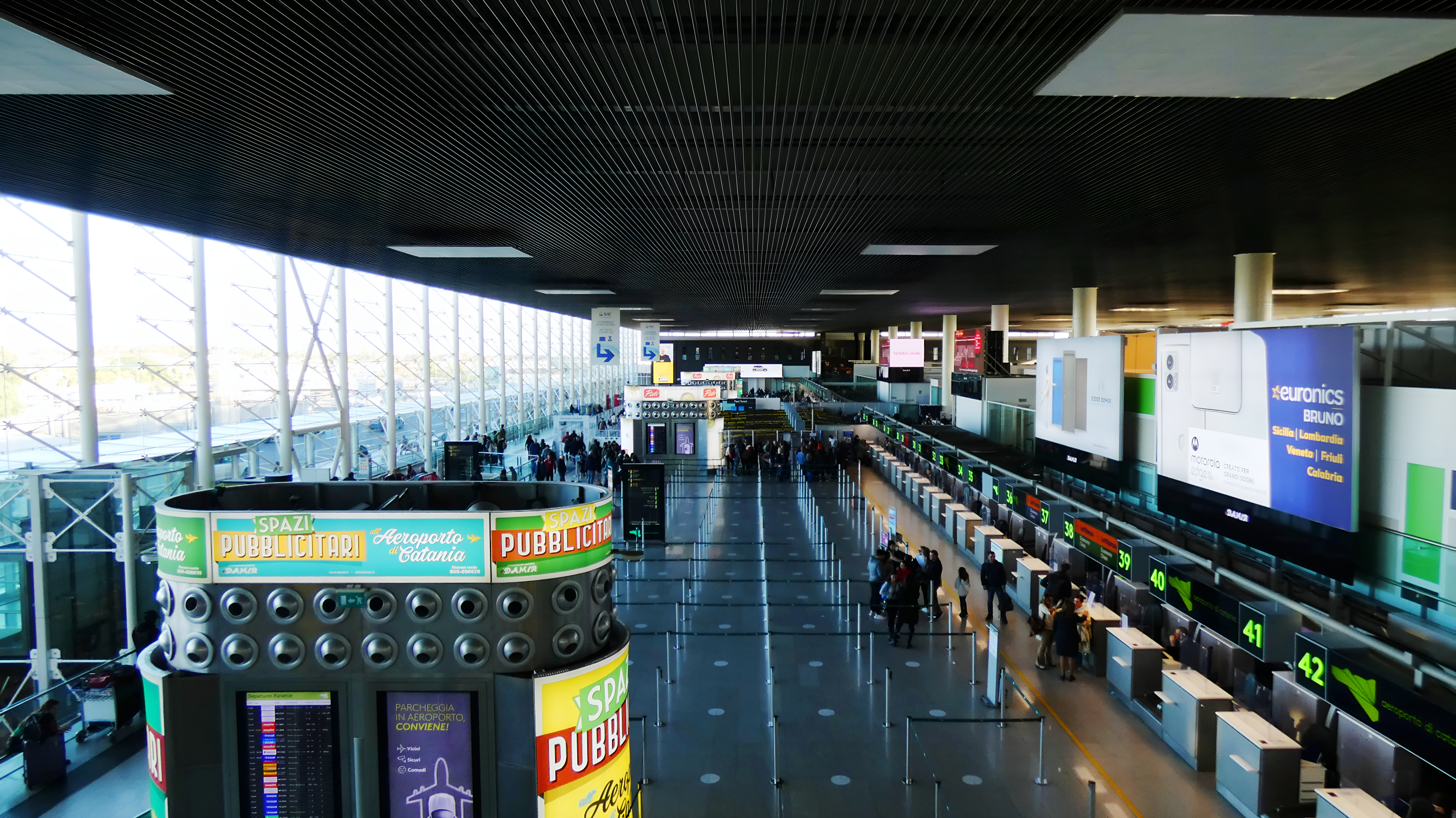
Banchi d'accettazione del Terminal A nel 2022

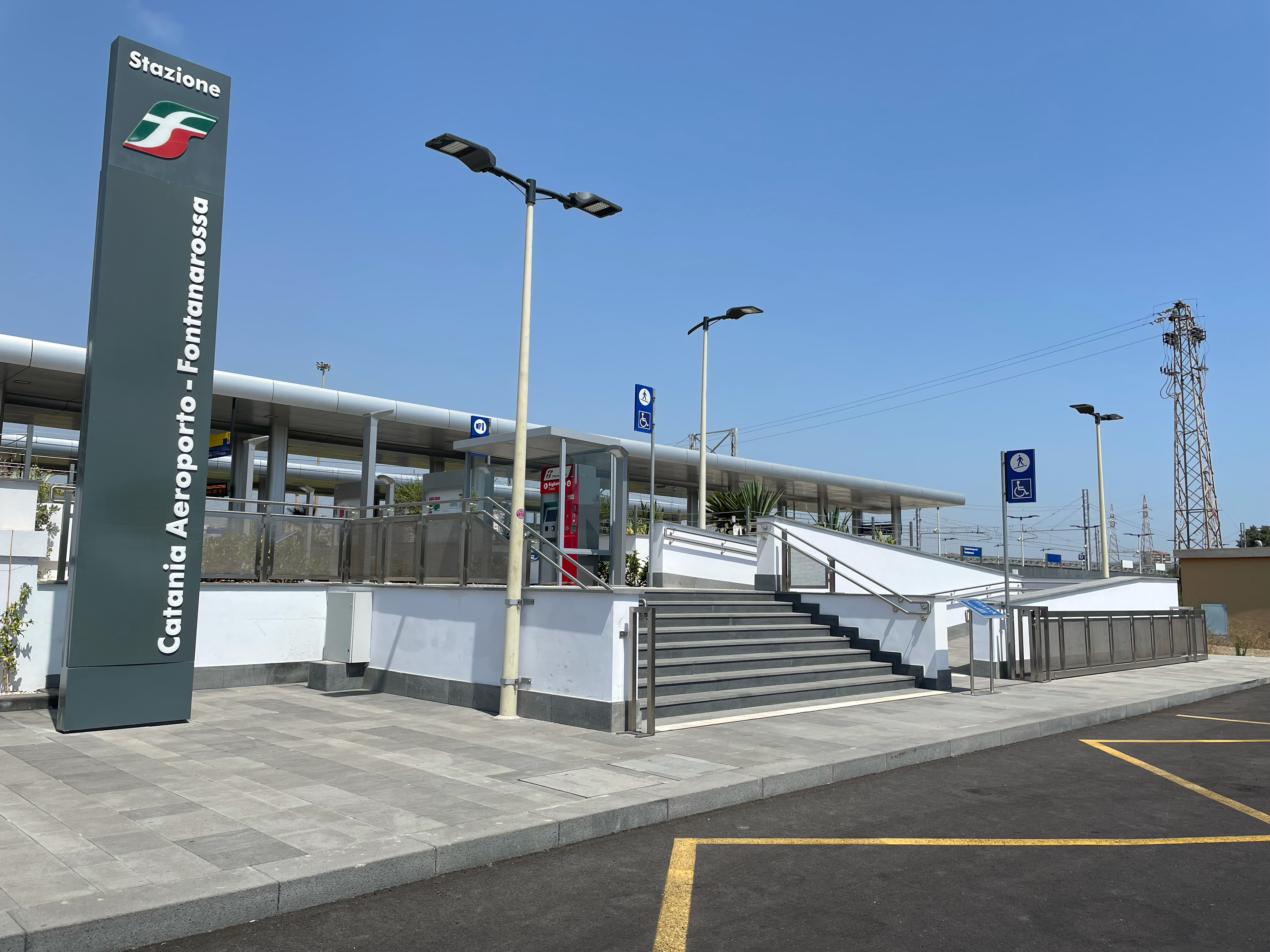
Stazione di Catania Aeroporto Fontanarossa

L'Aeroporto di Catania-Fontanarossa "Vincenzo Bellini" (IATA: CTA, ICAO: LICC) è il quinto aeroporto italiano per traffico passeggeri. La tratta Catania-Roma è la più trafficata a livello nazionale, con oltre 150 voli settimanali, nonché la quarta in Europa.
La storia dell'aeroporto risale ai primi anni del Novecento, quando venne costruito un campo di volo per scopi militari. Successivamente, negli anni Venti, fu avviato un servizio di linea aerea tra Catania e Palermo. Durante la Seconda guerra mondiale, l'aeroporto subì gravi danni a causa dei bombardamenti, ma fu successivamente ricostruito e ampliato per far fronte all'aumento del traffico aereo commerciale. Negli ultimi decenni, ha visto un rilevante incremento del numero di passeggeri, che lo ha portato a diventare il principale aeroporto della Sicilia orientale. Nell'aeroporto sorge la base MARISTAELI della Marina Militare; inoltre, non molto distante dall'aeroporto si trova la base aerea di Sigonella.

## Informazioni generali

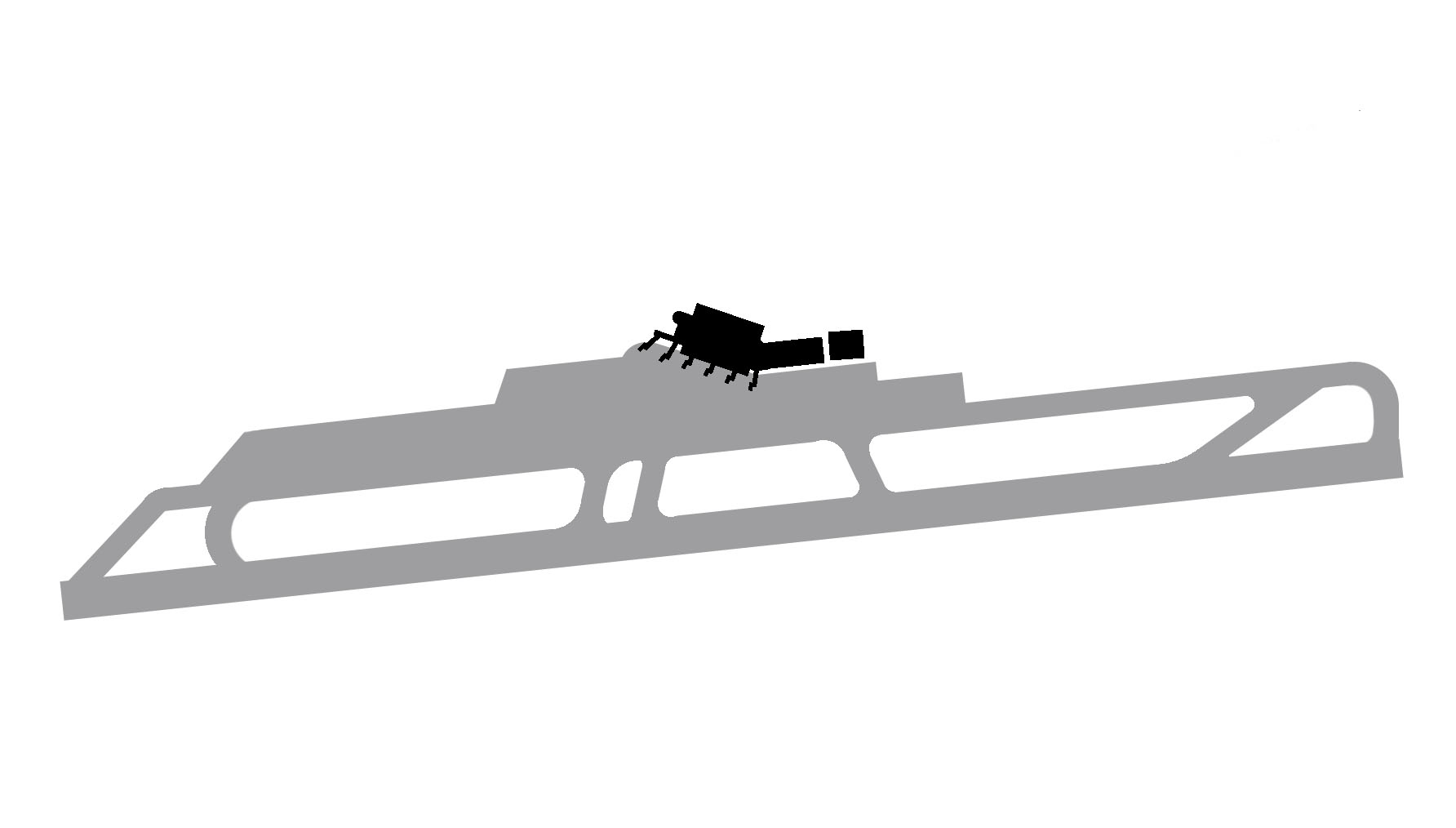
Mappa dell'aeroporto

È il secondo aeroporto del Mezzogiorno dopo Napoli. Il traffico dello scalo resta in continua espansione, con numerosi voli di linea e a nolo favoriti dalla posizione geografica e dai collegamenti stradali.
Vista l'inadeguatezza del precedente impianto, progettato negli anni settanta per accogliere un traffico massimo di un milione di passeggeri annui, in anni recenti è stata realizzata poco distante un'aerostazione più capiente. È stata, inoltre, ampliata l'area di sosta per i velivoli e realizzata una nuova pista di rullaggio che collega il piazzale di sosta aeromobili con la testata pista 08. La consegna dei lavori del nuovo impianto e delle opere connesse è avvenuta il 21 dicembre 2006, con un ritardo di quasi due anni rispetto alle previsioni iniziali (inverno 2005) ed è stato aperto al pubblico l'8 maggio 2007. Inoltre, nel 2018 è stato aperto al pubblico anche il Terminal C.
Lo scalo è, talvolta, soggetto a limitazioni operative o temporanee chiusure a causa delle ceneri vulcaniche emesse durante le eruzioni dell'Etna che possono invadere lo spazio aereo e le piste obbligando, per motivi di sicurezza, a dirottare i voli sugli altri aeroporti della regione. Per gestire tale fenomeno, nel gennaio 2010 il Dipartimento della Protezione Civile ha installato sul sedime dell'aeroporto un radar in banda X in doppia polarizzazione per il monitoraggio delle nubi di cenere vulcanica emesse dall'Etna, a supporto delle autorità preposte alla regolamentazione e al controllo del traffico aereo.
L'aeroporto di Comiso è stato acquisito dall'aeroporto di Catania nel 2019.
Nel 2025, l'Aeroporto di Catania-Fontanarossa ha annunciato l'espansione dei servizi per gestire un traffico passeggeri in crescita, inclusi nuovi collegamenti e miglioramenti alle infrastrutture.

### Altri operatori basati sullo scalo
- Nucleo elicotteri Vigili del Fuoco
- Scuola di volo "Aeroclub di Catania" ATO.IT.0043

## Base militare
Nell'aeroporto è presente la Marina Militare con la base di MARISTAELI Catania-Fontanarossa "Mario Calderara", con il 2º e il 3º Gruppo elicotteri e la 2ª Sezione Volo Elicotteri della Guardia costiera.
È inoltre sede del 12º Nucleo elicotteri carabinieri e di una Sezione aerea della Guardia di Finanza.

### Araldica reparti

Maristaeli - Catania
2º Gruppo elicotteri.
3º Gruppo elicotteri.

## Storia
L'aerostazione civile venne ufficialmente inaugurata nel maggio 1924 dall'allora Presidente del Consiglio Benito Mussolini.
Dall'ottobre 1935 vi operò il 17º Gruppo caccia fino all'agosto 1936. Nel gennaio 1936 arrivò anche il 1º Stormo caccia (poi 1º Stormo caccia Ogni Tempo). Dal 15 giugno 1941 vi operò il 10º Gruppo fino al 6 ottobre. Nel maggio 1943 torna il 17º Gruppo caccia fino a luglio 1943.
Il 5 maggio 1947 atterrò il volo inaugurale delle Linee Aeree Italiane Internazionali (che poi diverrà l'Alitalia) proveniente da Torino (Aeroporto di Collegno). Alla fine degli anni quaranta il governo stanziò diversi fondi per la costruzione di un'aerostazione più grande, che venne quindi realizzata e dedicata all'illustre meteorologo catanese Filippo Eredia, e inaugurata dal Ministro Mario Scelba nel 1950. Tuttavia il traffico passeggeri stentò fino a tutti gli anni cinquanta.
Nel 1962, parte proprio dall'aeroporto di Catania il Morane-Saulnier MS.760 Paris per l'ultimo viaggio del fondatore e presidente dell'ENI Enrico Mattei, che si concluderà tragicamente a seguito di un presunto attentato nei pressi di Bascapè a pochi km dallo scalo di Linate.
Negli anni sessanta si ebbe un notevole incremento dei viaggiatori, che già nel 1966 superarono quota 260.000. Questo rese l'infrastruttura nuovamente inadeguata e la pista si rivelò troppo corta per aerei sempre più grandi e veloci. Negli anni settanta, con un traffico passeggeri in continuo aumento (500.000 in media) si realizzò una nuova Aerostazione unitamente alla Torre di Controllo, Scalo Merci, Caserma dei Vigili del Fuoco e un allungamento della pista su progetto dell'architetto Manfredi Nicoletti.
L'impianto, inaugurato il 5 agosto 1981 per una capacità di 800.000 passeggeri annui, risultò ben presto inadeguato ai nuovi sorprendenti tassi di crescita del traffico passeggeri e aeromobili. All'inizio del XXI secolo, quindi, si dedicò tutta la vecchia struttura alle sole partenze realizzando, contestualmente, un piccolo terminal arrivi a fianco. Successivamente si è realizzato un nuovo molo aeroportuale di 44.460 m² (di cui oltre 20.000 a disposizione del pubblico), articolato su due livelli (arrivi e partenze), dotato di 6 pontili d'imbarco, 20 uscite d'imbarco e una torre alta circa 30 metri (destinata ad accogliere uffici e un ristorante panoramico). Tale struttura può assorbire un traffico annuo di circa 6.500.000 passeggeri.
Il 5 maggio 2007 l'aerostazione è stata intitolata a Vincenzo Bellini. La scelta ha fatto discutere, in quanto molti avrebbero voluto che l'aeroporto fosse intitolato ad Angelo D'Arrigo, aviatore originario di Catania, autore di numerosi primati del mondo, quali il volo sopra l'Everest e l'Antartide in deltaplano e molti altri.
Importanti opere sono state realizzate sull'area esterna. La nuova via di rullaggio per la testata pista 08 (in uso dal 2006) ha elevato la capacità oraria a 16 movimenti. Nel gennaio 2007 sono stati aggiudicati i lavori per la realizzazione di una nuova via di rullaggio (che collegherà il piazzale di sosta aeromobili alla testata della pista 26) e di una bretella che consentirà agli aeromobili in atterraggio di liberare rapidamente la pista 08 elevandone la capacità oraria a 20 movimenti. Questo raccordo è stato ultimato ed è diventato operativo dal 15 gennaio 2009. Il piazzale di sosta misura 179.900 m², con una capacità di 26 aeromobili in configurazione parametro. Dal 12 aprile 2013 è operativo un sentiero di avvicinamento luminoso ALS CAT I di metri 279 per la pista 08 e di uno semplificato SALS di metri 300 per la pista 26.
A partire dal 5 novembre 2012 l'aeroporto è stato chiuso per lavori sulla pista. Tutti i voli sono stati dirottati nella vicina base NATO di Sigonella. I lavori sull'area di pista di Fontanarossa, costati poco meno di 20 milioni di euro, hanno riguardato la riqualifica strutturale e funzionale della pavimentazione e del relativo sottofondo della pista, oltre alla riqualifica delle strisce laterali di sicurezza e della pavimentazione delle testate, strutture queste usurate da 50 anni di attività. I lavori si sono resi necessari anche in considerazione dell'attuale traffico aereo nel aeroporto, per numeri di passeggeri il primo nel mezzogiorno, e in previsione del futuro incremento.
Il 5 dicembre 2012, dopo 30 giorni di lavori, con il volo Catania-Napoli effettuato da un MD-80 della Meridiana Fly, lo scalo è stato riaperto.
Il 22 dicembre 2017 è stata raggiunta la cifra, primato per lo scalo, di 9.000.000 di passeggeri, mentre i 10.000.000 sono stati superati nel 2019.
Il 14 luglio 2018 è stato aperto il Terminal C, inizialmente adibito solamente per i voli in area Schengen della compagnia aerea easyJet, ma durante la pandemia di COVID-19 iniziata nel 2020 è stato utilizzato come presidio sanitario per il rilevamento di infezioni dal virus SARS-CoV-2.
Dal 13 marzo 2021 lo scalo è servito anche dalla nuova fermata ferroviaria delle Ferrovie dello Stato Italiane di Catania Aeroporto Fontanarossa.
Nella notte tra il 16 e il 17 luglio 2023 un vasto incendio si è sviluppato al piano terra dell'aerostazione, causando la chiusura del Terminal A ai voli commerciali. Gran parte dei voli sono stati dirottati verso gli altri aeroporti dell'isola, mentre alcuni voli sono stati trasferiti al Terminal C. Il Terminal A ha riaperto il 6 agosto, dopo più di tre settimane dal rogo.

## Terminal
L'aeroporto di Catania si compone di tre terminal, di cui uno in disuso dal 2007.

### Terminal A
Il Terminal A ha sostituito il Terminal B a partire dal maggio 2007. Si articola su due livelli, per un totale di 44.460 m². Il terminal è stato costruito per ospitare 6,5 milioni di passeggeri ogni anno. Al piano terra vi sono gli arrivi, qui ci sono 8 nastri adibiti al ritiro dei bagagli, la dogana, negozi, punti ristoro, bancomat e i banchi delle aziende di autonoleggio. Al piano superiore vi sono le partenze con 55 banchi di accettazione e consegna bagagli e 12 varchi di controllo passeggeri. Nell'area imbarchi sono presenti 6 manicotti e 22 imbarchi oltre a una lounge VIP, negozi, punti ristoro, bancomat e postazioni di ricarica. Questo terminal opera anche destinazioni extra-Schengen, il controllo passaporti è ubicato sul lato ovest del terminal e i gate adibiti a queste operazioni sono gli imbarchi da 18 a 22.

### Terminal B
Il Terminal B è il vecchio terminal dell'aeroporto di Catania e non viene più usato dal 2007, anno d'inaugurazione dell'attiguo Terminal A. Sono previsti progetti di riqualificazione di questo terminal. Le prime rese e un tour virtuale di come sarà il terminal nel futuro sono stati pubblicati dallo studio di architettura Pascall+Watson.

### Terminal C
Già area arrivi del Terminal B, l'aerostazione è stata riqualificata e inaugurata nel 2018 come Terminal C ed è adibita alle sole partenze dei voli in area Schengen di easyJet. L'aeroporto si compone di quattro banchi di accettazione e consegna dei bagagli, quattro varchi di sicurezza e altrettante uscite di imbarco, tutti distribuiti su un'area di 3800 m². Può ospitare fino a 600.000 passeggeri annualmente.

## Incidenti aerei
- Il 30 aprile 2016, intorno a mezzogiorno, si è verificato un guasto idraulico a un aeromobile Fokker F50 della compagnia Air Vallée, proveniente da Rimini, che ha impedito l'apertura del carrello anteriore. Il pilota è riuscito a far atterrare il velivolo in sicurezza, avvicinandosi alla pista il più lentamente possibile, toccando l'asfalto con le ruote posteriori per poi far adagiare la fusoliera a terra. Non vi sono stati feriti tra le 18 persone e i 3 membri di equipaggio a bordo del volo.[20][21]
- Il 26 giugno 2021 un McDonnell Douglas MD-82 della compagnia Bulgarian Air Charter, partito da Catania e diretto a Roma con 42 passeggeri a bordo, di cui 34 poliziotti, è rientrato in aeroporto poco dopo il decollo per un'avaria al motore. I poliziotti erano diretti a Roma per scortare otto migranti che erano precedentemente sbarcati sulle coste siciliane.[22]
- Il 4 maggio 2022 un Boeing 737 della compagnia aerea Ryanair partito da Catania e diretto all'aeroporto di Milano-Malpensa, è dovuto rientrare all’aeroporto di Catania subito dopo il decollo a causa di un impatto con volatili. Non è stato registrato nessun ferito tra passeggeri e equipaggio.[23]
- Il 30 agosto 2023 un aereo della compagnia aerea Volotea partito da Catania e diretto ad Ancona è rientrato in aeroporto poco dopo il decollo a causa di un incendio sviluppatosi su uno dei due motori. Nessun ferito a bordo tra passeggeri ed equipaggio.[24]

Al fine di mitigare i rischi per la popolazione derivanti da eventuali incidenti aerei nelle direzioni di decollo e atterraggio, con Deliberazione consiliare dell'8 novembre 2013 il Comune di Catania ha approvato il piano di rischio aeroportuale (PRA) in attuazione dell'obbligo previsto dal codice della navigazione italiano.

## I progetti
È prevista la demolizione e ricostruzione della vecchia aerostazione intitolata a Filippo Eredia, chiusa nel 2007, con la creazione, così, del terzo terminal (B). Nei piani vi è anche la costruzione di una nuova pista parallela a quella utilizzata, il collegamento con la metropolitana e la riqualificazione di tutto il territorio circostante attraverso la costruzione di parcheggi multipiano e nuove aree commerciali. A progetto ultimato la capacità annuale di traffico passeggeri dell'aeroporto potrebbe arrivare vicino ai 14.000.000 di passeggeri annuali.

## Dati di traffico passeggeri
| Anno | Passeggeri | Variazione % |
| ---- | ---------- | ------------ |
| 1966 | 260.412    | -            |
| 1968 | 362.251    | 39,1%        |
| 1983 | 1.067.510  | 194,7%       |
| 1989 | 1.756.894  | 64,6%        |
| 1990 | 1.947.467  | 10,8%        |
| 1991 | 1.495.624  | 23,2%        |
| 1992 | 1.619.780  | 8,3%         |
| 1993 | 2.026.011  | 25,1%        |
| 1994 | 2.107.500  | 4,0%         |
| 1995 | 2.284.563  | 8,4%         |
| 1996 | 2.534.040  | 10,9%        |
| 1997 | 2.930.157  | 15,6%        |
| 1998 | 3.158.103  | 7,8%         |
| 1999 | 3.557.718  | 12,7%        |
| 2000 | 3.970.754  | 11,6%        |
| 2001 | 3.925.289  | 1,1%         |
| 2002 | 4.079.609  | 3,9%         |
| 2003 | 4.807.643  | 17,8%        |
| 2004 | 5.107.832  | 6,2%         |
| 2005 | 5.192.697  | 3,9%         |
| 2006 | 5.396.380  | 3,9%         |
| 2007 | 6.083.735  | 12,7%        |
| 2008 | 6.054.469  | 0,5%         |
| 2009 | 5.935.027  | 2,0%         |
| 2010 | 6.321.753  | 6,5%         |
| 2011 | 6.794.063  | 7,5%         |
| 2012 | 6.246.888  | 8,1%         |
| 2013 | 6.400.127  | 2,5%         |
| 2014 | 7.304.012  | 14,1%        |
| 2015 | 7.105.487  | 2,7%         |
| 2016 | 7.914.117  | 11,4%        |
| 2017 | 9.120.913  | 15,2%        |
| 2018 | 9.933.318  | 8,9%         |
| 2019 | 10.223.113 | 2,9%         |
| 2020 | 3.654.457  | 64,3%        |
| 2021 | 6.123.791  | 67,6%        |
| 2022 | 10.099.441 | 64,9%        |
| 2023 | 10.739.614 | 6,3%         |
| 2024 | 12.346.530 | 14,9%        |

|           | 2013      | 2014      | 2015      | 2016      | 2017      | 2018      | 2019       | 2020      | 2021      | 2022       | 2023       | 2024       | 2025      |
| --------- | --------- | --------- | --------- | --------- | --------- | --------- | ---------- | --------- | --------- | ---------- | ---------- | ---------- | --------- |
| Gennaio   | 363.203   | 398.523   | 401.054   | 422.437   | 508.407   | 554.043   | 581.034    | 609.750   | 133.781   | 414.769    | 664.305    | 720.916    | 706.395   |
| Febbraio  | 329.760   | 366.430   | 384.137   | 415.122   | 477.974   | 525.458   | 539.960    | 547.307   | 106.689   | 443.754    | 600.255    | 685.869    | 703.017   |
| Marzo     | 426.814   | 478.300   | 484.248   | 520.190   | 589.867   | 659.461   | 654.346    | 118.955   | 140.542   | 605.010    | 732.402    | 837.830    | 874.227   |
| Aprile    | 542.389   | 628.659   | 618.856   | 625.019   | 769.953   | 833.470   | 884.952    | 6.179     | 197.465   | 867.193    | 959.360    | 1.071.530  | 1.101.023 |
| Maggio    | 610.572   | 705.549   | 689.034   | 731.504   | 841.988   | 918.925   | 961.217    | 13.588    | 288.786   | 969.193    | 1.019.720  | 1.185.118  | 1.187.662 |
| Giugno    | 644.024   | 744.915   | 694.863   | 770.253   | 903.052   | 966.984   | 1.038.957  | 92.859    | 565.830   | 1.036.029  | 1.102.727  | 1.223.116  | 1.197.923 |
| Luglio    | 708.269   | 817.384   | 764.180   | 875.038   | 1.012.867 | 1.082.024 | 1.115.888  | 403.929   | 894.655   | 1.142.563  | 824.343    | 1.268.154  | 1.257.208 |
| Agosto    | 711.116   | 865.308   | 779.933   | 879.656   | 1.015.765 | 1.096.189 | 1.127.529  | 609.301   | 999.230   | 1.147.472  | 1.054.422  | 1.276.714  |           |
| Settembre | 664.383   | 766.113   | 724.177   | 812.139   | 954.578   | 1.034.688 | 1.052.962  | 508.129   | 842.728   | 1.093.493  | 1.117.978  | 1.256.355  |           |
| Ottobre   | 568.365   | 629.201   | 659.157   | 730.334   | 840.044   | 923.784   | 920.825    | 465.279   | 777.490   | 993.573    | 1.077.546  | 1.175.361  |           |
| Novembre  | 405.498   | 441.625   | 452.511   | 547.887   | 591.881   | 660.315   | 657.894    | 119.569   | 576.788   | 659.457    | 767.732    | 807.029    |           |
| Dicembre  | 425.734   | 462.005   | 453.337   | 584.268   | 614.537   | 677.977   | 687.549    | 159.612   | 599.838   | 722.946    | 818.824    | 836.643    |           |
| Totale    | 6.400.127 | 7.304.012 | 7.105.487 | 7.914.117 | 9.120.913 | 9.933.318 | 10.223.113 | 3.654.457 | 6.123.791 | 10.099.441 | 10.739.614 | 12.344.565 | 7.027.455 |

| Posizione | Variazione | Aeroporto                        | Passeggeri | Compagnia/e Aerea/e         |
| --------- | ---------- | -------------------------------- | ---------- | --------------------------- |
| 1         | Stabile    | Roma-Fiumicino, Lazio            | 1.826.886  | Alitalia, Ryanair, Vueling  |
| 2         | Stabile    | Milano-Malpensa, Lombardia       | 1.265.798  | easyJet, Ryanair, Air Italy |
| 3         | 2          | Bologna, Emilia-Romagna          | 398.786    | Alitalia, Ryanair           |
| 4         | 1          | Milano-Linate, Lombardia         | 397.222    | Alitalia                    |
| 5         | 1          | Bergamo-Orio al Serio, Lombardia | 361.222    | Ryanair                     |
| 6         | 4          | Venezia-Marco Polo, Veneto       | 354.719    | Alitalia, easyJet, Volotea  |
| 7         | 1          | Verona-Villafranca, Veneto       | 338.389    | Alitalia, Volotea           |
| 8         | 2          | Torino-Caselle, Piemonte         | 293.079    | Alitalia, Blue Air, Ryanair |
| 9         | Stabile    | Napoli-Capodichino, Campania     | 259.250    | Alitalia, easyJet, Volotea  |
| 10        | 3          | Pisa-San Giusto, Toscana         | 239.792    | Ryanair                     |
| 11        | Stabile    | Treviso-Sant'Angelo, Veneto      | 188.034    | Ryanair                     |

| Posizione | Variazione | Aeroporto                                                | Passeggeri | Compagnia/e aerea/e                 |
| --------- | ---------- | -------------------------------------------------------- | ---------- | ----------------------------------- |
| 1         | Stabile    | Malta, Malta                                             | 303.684    | Air Malta, Ryanair                  |
| 2         | Stabile    | Londra-Gatwick, Regno Unito                              | 202.242    | British Airways, easyJet            |
| 3         | Stabile    | Amsterdam-Schiphol, Paesi Bassi                          | 168.006    | easyJet, KLM, Transavia             |
| 4         | Stabile    | Francoforte sul Meno, Germania                           | 165.243    | Lufthansa, Ryanair                  |
| 5         | Stabile    | Parigi Charles de Gaulle, Francia                        | 157.604    | Air France, easyJet                 |
| 6         | Stabile    | Monaco di Baviera, Germania                              | 146.438    | Eurowings, Lufthansa                |
| 7         | Stabile    | Bucarest-Henri Coandă, Romania                           | 123.704    | Blue Air, Wizz Air                  |
| 8         | Stabile    | Düsseldorf, Germania                                     | 111.261    | Condor, Eurowings                   |
| 9         | 7          | Aeroporto di Vienna-Schwechat, Austria                   | 110.701    | Air Malta, Austrian Airlines, Lauda |
| 10        | Stabile    | Aeroporto di Madrid-Barajas, Spagna                      | 89.930     | Iberia, Ryanair                     |
| 11        | 3          | Aeroporto di Barcellona-El Prat, Spagna                  | 88.562     | Vueling                             |
| 12        | 3          | Berlino-Tegel, Germania                                  | 85.762     | easyJet                             |
| 13        | 2          | Berlino-Schönefeld, Germania                             | 80.482     | easyJet                             |
| 14        | 1          | Stoccarda, Germania                                      | 78.861     | Eurowings                           |
| 15        | 3          | Basilea-Mulhouse-Friburgo, Svizzera / Francia / Germania | 78.299     | easyJet                             |
| 16        | 1          | Manchester, Regno Unito                                  | 70.844     | easyJet                             |
| 17        | Stabile    | Lione Saint Exupéry, Francia                             | 66.839     | Transavia                           |
| 18        | 1          | Budapest-Ferihegy, Ungheria                              | 66.657     | Ryanair, Wizz Air                   |
| 19        | 1          | Londra-Luton, Regno Unito                                | 62.683     | easyJet                             |
| 20        | Stabile    | Cracovia-Balice-Giovanni Paolo II, Polonia               | 61.889     | Ryanair, Wizz Air                   |
| 21        | Stabile    | Atene, Grecia                                            | 59.523     | Aegean Airlines, Ryanair            |
| 22        | 5          | Parigi Orly, Francia                                     | 59.101     | Transavia                           |
| 23        | 5          | Varsavia-Chopin, Polonia                                 | 56.992     | Wizz Air                            |
| 24        | Stabile    | Nantes Atlantique, Francia                               | 51.822     | easyJet                             |

| Posizione | Variazione | Aeroporto                  | Passeggeri | Compagnia/e Aerea/e |
| --------- | ---------- | -------------------------- | ---------- | ------------------- |
| 1         | Stabile    | Ginevra-Cointrin, Svizzera | 99.752     | easyJet             |
| 2         | 1          | Zurigo, Svizzera           | 74.956     | Swiss               |

## Società di gestione
- Aviation Services
- Fly Service[28]
- Aviapartner
- ASC Handling
- GH

## Trasporti

### Strade
- RA15 - Tangenziale di Catania, svincolo "Asse dei servizi".

### Autobus

#### Collegamenti con linee urbane
- Collegamento AMTS linee Alibus, 524, 524S e 538[29]

#### Collegamenti con linee extraurbane
- Collegamento AST con i comuni di Avola, Caltagirone, Carlentini, Francofonte, Grammichele, Ispica, Lentini, Mazzarrone, Mirabella Imbaccari, Modica, Noto, Palagonia, Piazza Armerina, Pozzallo, Rosolini, S. Michele di Ganzaria, Scicli e Sigonella
- Collegamento Circumetnea  collega l'aeroporto a località come Adrano, Paternò e Randazzo tramite autobus e ferrovia, con corse ogni 30-60 minuti e durate da 45 minuti a 1 ora e mezza (ad esempio, 50 minuti per Paternò).[30]
- Collegamento Etna Trasporti serve destinazioni tra cui Gela, Ragusa e Taormina, con partenze giornaliere e durate approssimative di 1-2 ore per Taormina e fino a 3 ore per Gela (ad esempio, 1 ora e 30 minuti per Ragusa).[31]
- Collegamento Interbus con i comuni di Agira, Avola, Catenanuova, Leonforte, Militello in Val di Catania, Nicosia, Nissoria, Noto, Pachino, Portopalo, Priolo, Regalbuto, Scordia e Siracusa.[32]
- Collegamento SAIS Autolinee con i comuni di Agrigento, Caltanissetta, Canicattì, Enna, Messina e Palermo.[33]
- Collegamento Flibco fornisce un servizio navetta diretto tra l'aeroporto e il Porto di Milazzo, con 6 partenze al giorno, una durata di circa 2 ore e fermate principali all'aeroporto e al porto.[34]

### Ferrovia
- Stazione di Catania Aeroporto Fontanarossa

### Metropolitana
È in corso di prolungamento la metropolitana;l'aeroporto sarà servito da una fermata apposita situata in corrispondenza del Terminal B. Ad aprile 2019 è stato erogato il finanziamento europeo per la realizzazione della tratta Stesicoro-Aeroporto, comprendente la fermata di fronte all'aerostazione che costituirà il capolinea. .